# Foro de la Biodiversidad (Sevilla)
El Foro de la Biodiversidad es un centro de divulgación medioambiental y científica ubicado en Sevilla, fruto de una iniciativa conjunta del Consejo Superior de Investigaciones Científicas (CSIC) y la Fundación Biodiversidad. A través del uso de las nuevas tecnologías de la comunicación, es una opción sostenible para la exhibición de contenidos que animan al debate ciudadano sobre la biodiversidad, su valor, las amenazas que se ciernen sobre ella y las acciones para frenar su deterioro. Ubicado en el Patio de Banderas de los Reales Alcázares de Sevilla, ofrece exposiciones, sesiones de cine, conferencias y conexiones en directo con Doñana, entre otras actividades. El centro, que abrió sus puertas en junio de 2009, tiene aproximadamente unas 20.000 visitas anuales. 

## Estructura
- Sala de los Continentes: sala de exposiciones virtuales especialmente diseñada para exhibiciones de fotografías de naturaleza y diversidad cultural en pantallas de alta definición.

- Sala Expositiva, especialmente diseñada para paneles, cuadros y otros objetos expositivos.

- Conexión - Doñana Directo: conexión en tiempo real con el espacio protegido más emblemático: Doñana, a través de las cámaras de la Instalación Científico Tecnológico Singular (ICTS), dentro de la Reserva Biológica.

- Conexión - El lince ibérico en directo: conexión en tiempo real con el Centro de Cría de Lince Ibérico del Acebuche (Doñana), de la Junta de Andalucía y el Ministerio de Medio Ambiente, Medio Rural y Marino.

- Salón de actos, con capacidad para 60 butacas diseñada para la celebración de Cinefórum, presentaciones, reuniones, etc.

## Iniciativa
El Foro de la Biodiversidad es una iniciativa conjunta de la Fundación Biodiversidad y el Consejo Superior de Investigaciones Científicas. 
La Fundación Biodiversidad es una fundación pública del Gobierno de España, adscrita al Ministerio de Medio Ambiente y Medio Rural y Marino. Trabaja para preservar el patrimonio natural y la biodiversidad, dirigiendo su conservación a la generación de empleo, riqueza y bienestar en el conjunto de la sociedad, con especial atención al medio rural. 
La Agencia Estatal Consejo Superior de Investigaciones Científicas (CSIC) es la mayor institución pública dedicada a la investigación en España y la tercera de Europa. Adscrita al Ministerio de Ciencia e Innovación, a través de la Secretaría de Estado de Investigación, su objetivo fundamental es desarrollar y promover investigaciones en beneficio del progreso científico y tecnológico, para lo cual está abierta a la colaboración con entidades españolas y extranjeras.

## El edificio
El edificio que alberga al Foro de la Biodiversidad forma parte de uno de los complejos arquitectónicos más ricos del mundo. Las sucesivas remodelaciones urbanas y las catas arqueológicas no sólo confirmaron que aquí se encuentra la primitiva puerta del Alcázar de Sevilla, sino que además los restos hallados demuestran que ha sido una verdadera encrucijada de civilizaciones.-
El inmueble data del año 1876; pero lo realmente significativo es que el trozo de muralla sobre el que está edificado y que ha constituido un asentamiento humano continuado por alrededor de mil años a través de las épocas emiral, califal, taifa-abbadita, almorávide, almohade y bajomedieval castellana.

## Actividades

### Exposiciones temporales
- “Planeta Diverso”
- “Interconexiones”, de Jesús Lara
- “El Universo para que lo descubras”
- “Por los caminos de la selva”, de Francisco Palomares.
- “Alas de papel”, de Francisco J. Hernández.
- “El alma del paisaje”, de Antonio Camoyán
- “Moviéndonos por el agua”, Cruz Roja Española
- “El desierto de las estrellas”, de Martín Zalba.
- “Iberia, un espacio de diversidad”, de Herminio M. Muñiz
- “Los cernícalos de la catedral”
- “Una cebra en mi cama”, de Marina Cano
- “Imágenes de un sueño, trabajando por el quebrantahuesos”, de la Fundación Gypaetus.
- “Biodiversidad española”, de Antonio Atienza.
- “Jane Goodall y los chimpancés salvales”, del Instituto Jane Goodall.
- “Anfibios y reptiles en su medio: una visión fotográfica”, de Salvador Colveé.
- “Bajo de las Gerardias, santuario de biodiversidad marina en Canarias”

### Otras actividades
- Cinefórum: Ciencia… acción!
- Aula del Mar